# Барвенковский район
Барве́нковский райо́н (укр. Барвінківський район) — упразднённый район в Харьковской области Украины. Административным центром района являлся город Барвенково.

## География
Район граничил с Изюмским, Близнюковским, Лозовским, Балаклейским районами Харьковской области и Александровским, Славянским районами Донецкой области. Общая площадь Барвенковского района составляет 1364,5 км² (4,35 % от общей площади области).
Район расположен в степной зоне, климат умеренно континентальный.
Полезные ископаемые района представлены кварцевым песком и каменным углём.
Кроме того, важными природными ресурсами района являются чернозёмы, пастбища и водохранилища, что даёт возможность развивать растениеводство, животноводство и рыболовство.
Реки и водоёмы Барвенковщины занимают площадь 1324,48 га, что составляет 0,97 % территории района. По району протекают 7 рек, наибольшая из которых — Сухой Торец.

## История
Местность и поселение называли Барвенковская стенка, Барвенковская слобода, волостной центр Барвенково, город Барвенково.
Город Барвенково основан в 1651—1653 годах.
В 1895 году открыта железнодорожная станция Барвенково на Курско-харьковско-азовском направлении. В 1900 году в Барвенково построена больница.
В 1910 году начал действовать завод сельскохозяйственных машин «Луч». В 1913 году вышел первый номер газеты «Правда Барвенковщины».
Барвенковский район образован 7 марта 1923 года. В 1938 году село Барвенково отнесено к категории районного подчинения.
В годы Великой Отечественной войны Барвенковский район оккупирован 23 октября 1941 года. Оккупация продолжалась почти два года. Освобождение района от немецко-фашистских захватчиков завершено 14 сентября 1943 года. По данным Барвенковского райвоенкомата в годы войны погибло 5529 барвенковцев, из них 4500 человек погибли в боях, пропали без вести, умерли от ран, были замучены в плену; 442 человека не вернулись после принудительного отправления в Германию.
30 декабря 1962 года район разделён, город Барвенково включён в состав Изюмского района. 4 января 1965 года согласно Указу Президиума Верховного Совета УССР район восстановлен.
17 июля 2020 года район ликвидирован в рамках административно-территориальной реформы по новому делению Харьковской области, территория вошла в состав Изюмского района.
Район включал в себя:
| - Городских советов: 1 - Сельских советов: 12 | - Городов: 1 - Посёлков: 2 - Сёл: 57 |

### Местные советы
| Барвенковский городской совет Богодаровский сельский совет Великокамышевахский сельский совет Гавриловский сельский совет Григоровский сельский совет Грушевахский сельский совет Гусаровский сельский совет | Ивановский сельский совет Ивановский Второй сельский совет Ильичовский сельский совет Мечебиловский сельский совет Новониколаевский сельский совет Подоловский сельский совет |

### Населённые пункты
| с. Александровка (Гусаровский с/с) с. Александровка (Подоловский с/с) с. Архангеловка с. Африкановка с. Барабашовка г. Барвенково с. Благодатное с. Богданово с. Богодарово с. Василевка Вторая с. Василевка Первая с. Великая Андреевка с. Великая Камышеваха с. Весёлое с. Высокое с. Гавриловка с. Григоровка с. Грушеваха с. Гусаровка с. Даниловка | с. Дибровное с. Дмитровка с. Ивановка (Гавриловский с/с) с. Ивановка (Ивановский с/с) пос. Ивановка (Ивановский Второй с/с) с. Ковалевка с. Котовка с. Курулька с. Малиновка с. Малолетки с. Марьевка с. Маяк с. Мечебилово с. Надеждовка (Богодаровский с/с) с. Николаевка с. Никополь с. Новая Дмитровка с. Новая Николаевка с. Новобогданово с. Новопавловка | с. Пашково с. Петровка с. Погоновка (Богодаровский с/с) с. Подоловка с. Пригожее с. Родное с. Семиланное с. Ставковая Балка с. Старая Семеновка с. Степовое с. Степок с. Украинка с. Федоровка (Богодаровский с/с) с. Федоровка (Мечебиловский с/с) с. Червоная Балка с. Червоная Заря с. Червоная Поляна с. Червоное с. Червоный Лиман пос. Языково |

#### Ликвидированные населённые пункты
| с. Малая Андреевка с. Надеждовка (Барвенковский г/с) | с. Погоновка (Григоровский с/с) с. Павловка Первая | с. Секретаревка пос. Соцнаступ |

## Население
Численность городского и сельского населения района в 2012 году составляла 24,26 тыс. человек, или 0,45 % от населения Харьковской области. В том числе: городского — 9,65 тыс. человек; сельского — 14,62 тыс. человек.
Плотность населения в районе составляла 17,8 человек на 1 км² территории.
Общее число пенсионеров в районе — 9877 человек, это 31 % от имеющегося населения. В том числе:
- по возрасту — 7512 человек, или 76,1 % от общего количества пенсионеров;
- по инвалидности — 1141 человек (включая военнослужащих), или 11,6 % от общего числа пенсионеров.

Уровень рождаемости (на 1 тыс. человек) — 7,7 человек. Уровень смертности (на 1 тыс. человек) — 18,1 человек.
Национальный состав населения по состоянию на 1 января 2005 года:
| № п/п | Национальность | Количество человек | %   |
| ----- | -------------- | ------------------ | --- |
| 1     | украинцы       | 29211              | 91  |
| 1     | русские        | 2269               | 7,1 |
| 1     | цыгане         | 119                | 0,4 |
| 1     | белорусы       | 114                | 0,4 |

## Известные жители
- Скрипник Николай Алексеевич (1872—1933 годы) — выдающийся политический деятель, провёл детство в Барвенково;
- М. Д. Раевская-Иванова (1840—1912) — первая в России женщина-художник, удостоенная звания «Живописец и педагог»;
- П. Р. Потапенко (1876—1938) — командир партизанского отряда, комдив, член ЦВК УССР;
- Я. Я. Казачок — генерал-майор, участник двух парадов Победы 1945, 1995 годов на Красной площади;
- М. М. Губина — агроном совхоза «Соцнаступ», Герой Социалистического труда;
- О. К. Панасенко — знатная птичница совхоза им. Куйбышева, депутат Верховного Совета УССР;
- Г. М. Коноваленко — кукурузовод ксп. «Октябрь», с. Большая Комышоваха), Герой Социалистического труда;
- И. И. Магда — украинский советский учёный-ветеринар, заслуженный деятель науки;
- И. В. Макогон — украинский советский скульптор, заслуженный деятель искусств;
- Т. К. Мирошниченко — народная артистка УССР, актриса Запорожского украинского музыкально-драматического театра.
- Шаповал Иван Максимович — украинский писатель.

В годы Великой Отечественной войны 3068 барвенковцев получили высокие правительственные награды. Шестеро из них стали Героями Советского Союза:
- Бессонов, Александр Андреевич (г. Барвенково);
- Гергель, Андрей Прокофьевич (с. Новопавловка);
- Денисенко, Григорий Константинович (г. Барвенково);
- Кулик, Григорий Карпович (с. Большая Комышоваха);
- Перевозный, Михаил Иванович (с. Мечебилово);
- Петренко, Иван Прокофьевич (с. Цегляровка).

## Экономика

### Промышленность
Промышленность района представлена предприятиями пищевой и обрабатывающей промышленности, добывающей промышленности, машиностроительного и горно-обогатительного комплекса («Гусаровский ГЗК» и ЗАО «Барвенковский машиностроительный завод»).
В 2004 году темпы развития промышленного производства по району составили 106,5 %.

### Сельское хозяйство
Сельское хозяйство всегда играло ведущую роль в жизни района.
Общая площадь сельхозугодий (включая подсобные хозяйства) составляет — 65,8 тыс. га, или 4,3 % угодий области, из них:
- пашни — 53,3 тыс. га;
- пастбища — 9,5 тыс. га;
- сенокосы — 2,3 тыс. га;
- многолетние — 0,3 тыс. га.

Лидером аграрного комплекса является ООО Агрофирма «Подольевская» обрабатывая более 14 тыс. га площадей, и благодаря этому являясь единственным бюджетообразующим предприятием в Барвенковском районе.
Основная специализация района в сельском хозяйстве — растениеводство (зерновые культуры и технические культуры) и животноводство (выращивание крупного рогатого скота мясо-молочного направления и свиноводство).
Показатели производства в 2004 году:
- растениеводство — 61,9 тыс. грн. — 76,4 %;
- животноводство — 19,1 тыс. грн. — 23,6 %.

## Достопримечательности

### Археологические
В Барвенковском районе Харьковской области на учёте находится 40 памятников археологии.
С давних времён территория современного района была заселена. В окрестностях села Великая Камышеваха были обнаружены остатки поселения времён неолита (V тысячелетие до н. э.), группа курганов бронзовой эпохи (III—II тысячелетие до н. э.). Помимо этого, исследовано 35 захоронений и несколько курганов кочевников (X—XI века н. э.), на двух из которых стояли каменные бабы.
Около села Мечебилово исследовано 4 кургано и обнаружено более 20 захоронений, из них 19 принадлежат бронзовой эпохе и одно досарматским временам (II век н. э.).

### Архитектурные
В Барвенковском районе есть архитектурный памятник 19 века — Успенская церковь.

### Природные
- Ландшафтный заказник местного значения «Новодмитровский». Площадь — 209,2 га. Расположен возле села Новая Дмитровка.
- Ботанический заказник местного значения «Даниловский». Площадь — 20,5 га. Расположен возле села Даниловка.
- Энтомологический заказник местного значения «Красногорький». Площадь — 2,5 га. Расположен возле села Ивановка. Это участок на степных склонах балки, где живут около 10 видов диких пчёл.
- Энтомологический заказник местного значения «Чабаное». Площадь — 5,0 га. Находится в селе Новая Дмитровка. Это участок на степных склонах балки, где проживает более 30 видов полезных насекомых, среди которых основными являются опылителями люцерны, в том числе и редкие виды, которые занесены в Красную книгу Украины.
- Орнитологический заказник местного значения «Бритай». Площадь — 158 га. Находится в селе Новая Дмитровка. Это уникальный орнитологический комплекс — место поселения таких видов птиц, как лебедь-шипун, большой белой цапли, рыжей цапли. Среди занесённих в Красную книгу Украины — ходулочник.
- Орнитологический заказник местного значения «Кутеватское». Площадь — 40,0 га. Находится в селе Мечебилово. Представляет собой озеро с заболоченными берегами на дне степной балки на правом берегу реки Бритай. Место гнездовья и миграционных скоплений птиц водно-болотного и лугового комплексов.
- Недалеко от Барвенково находится интересное геологическое место — разрез палеогеновых отложений на правом берегу реки Сухой Торец.

## Социальная сфера

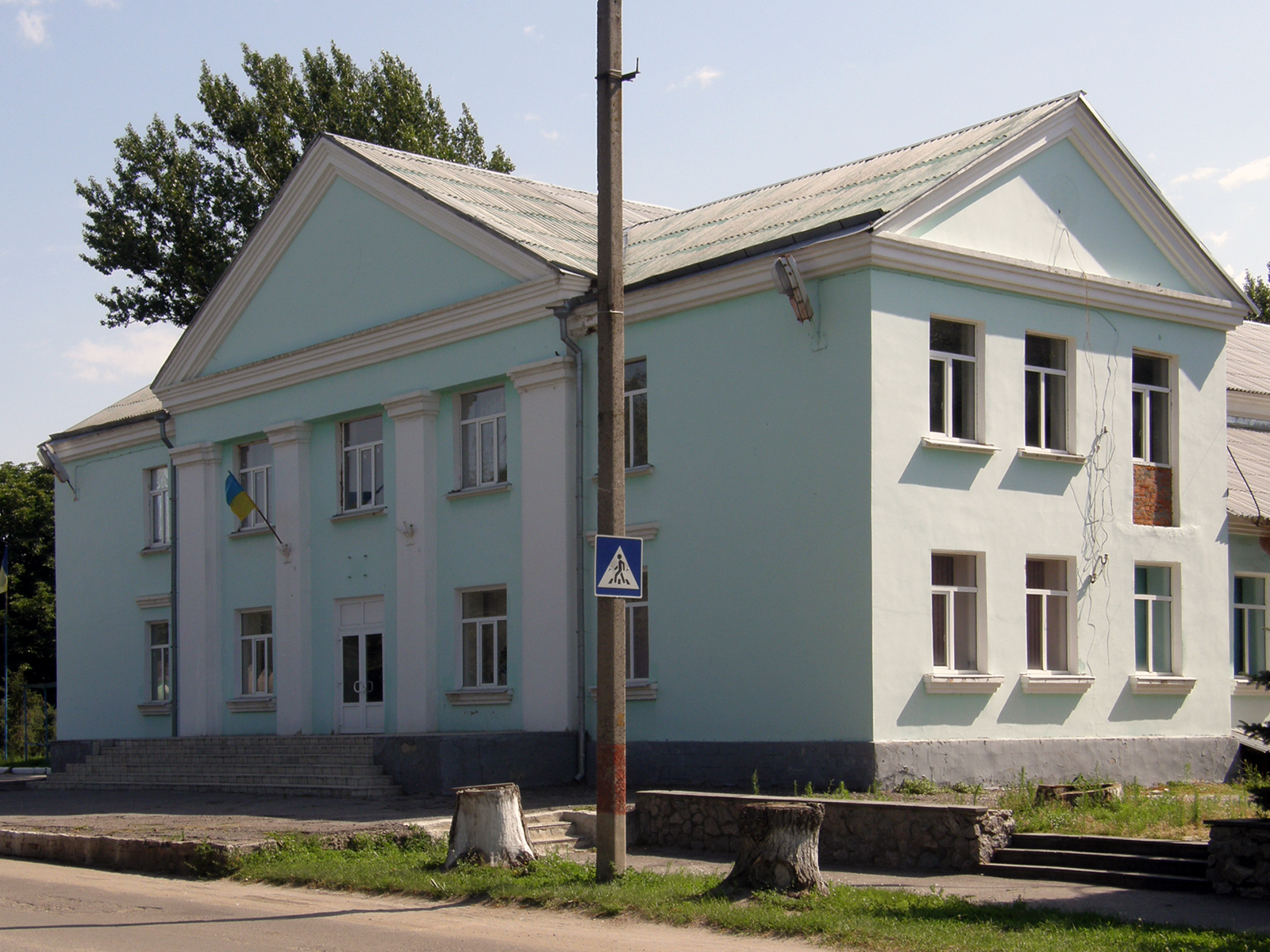
Районный дом культуры

В районе работают 24 общеобразовательных школы, 11 из которых имеют компьютерные классы.
В районе издаётся газета «Вести Барвенковщины» (соучредители: райгосадминистрация и районный совет), тиражом 4150 экземпляров.
Среди общенациональных телеканалов, передачи которых можно принимать на территории района:
- Первый национальный (УТ-1);
- «1+1»;
- «Интер»;
- региональное телевидение Харьковской и Донецкой областей.

В районе функционирует 19 спортивных и 1 тренажерный зал, 28 футбольных полей. Среди лучших спортивных комплексов района — стадион «Колос», расположенный в районном центре города Барвенково.

## Религия
В Барвенковском районе действуют 8 религиозных общин:
- г. Барвенково: Свято-успенская церковь;
- Евангельских христиан-баптистов;
- Адвентистов 7-го дня;
- с. Мечебилово: Иосифо-Обрученская община УПЦ;
- с. Погоновка: Греко-католическая церковь;
- с. Ивановка Вторая Иоанно-Богословская церковь;
- с. Богодарово: Греко-католическая церковь.